# 在日ブータン人
在日ブータン人（ざいにちブータンじん）は、日本に一定期間在住するブータン国籍の人々である。

## 統計
日本の法務省の在留外国人統計によると、2018年6月末時点で在日ブータン人は836人である。
在留資格別（3位まで）
| 順位 | 在留資格         | 人数 |
| ---- | ---------------- | ---- |
| 1    | 留学             | 744  |
| 2    | 研修             | 23   |
| 3    | 日本人の配偶者等 | 20   |

都道府県別（3位まで）
| 順位 | 都道府県 | 人数 |
| ---- | -------- | ---- |
| 1    | 千葉     | 205  |
| 2    | 大阪     | 124  |
| 3    | 福岡     | 122  |